# Tricuspidalestes caeruleus
Tricuspidalestes caeruleus är en fiskart som först beskrevs av Matthes, 1964.  Tricuspidalestes caeruleus ingår i släktet Tricuspidalestes och familjen Alestidae. IUCN kategoriserar arten globalt som livskraftig. Inga underarter finns listade i Catalogue of Life.